# Saugrohrdrucksensor
Ein Saugrohrdrucksensor misst den Druck in einem Saugrohr.
Er kann direkt am Saugrohr befestigt oder im Steuergerät untergebracht sein. Im letzteren Fall ist er über eine Schlauchleitung mit dem Saugrohr verbunden. Der Sensor enthält eine Auswerteschaltung und eine Druckzelle mit zwei Sensorelementen. Das Sensorelement besteht aus einer Membran, die eine Referenzdruckkammer mit bestimmten Innendruck einschließt. Auf der Membran befinden sich Widerstände, deren Leitfähigkeit sich druckabhängig ändert, wenn sie durch Verformung der Membran mechanischen Spannungen ausgesetzt sind. Die Auswerteschaltung hat die Aufgaben die durch die Widerstandsänderung erzeugte Spannungsänderung zu verstärken, Temperatureinflüsse zu kompensieren und eine möglichst lineare Kennlinie zu erzeugen. Aus der Spannungsänderung wird über den Saugrohrdruck die angesaugte Luftmenge ermittelt. 